# Aira (Kagoshima)
Aira (jap. 姶良市 Aira-shi), nicht zu verwechseln mit dem namensgebenden Aira (姶良郡 Aira-gun), ist eine Stadt in der Präfektur Kagoshima in Japan.

## Geographie
Aira liegt nördlich von Kagoshima und westlich von Kirishima am Nordwestende der Kagoshima-Bucht.

## Geschichte
Die shi Aira entstand am 23. März 2010 aus dem Zusammenschluss der kreisangehörigen Städte Aira (姶良町, -chō), Kaijiki (加治木町, -chō) und Kamō (蒲生町, -chō) des Landkreises Aira.

## Angrenzende Städte und Gemeinden
- Satsumasendai
- Kagoshima
- Kirishima